# حروف‌چینی
حروف‌چینی، مجموعهٔ عملیاتی است که برای چیدن حروف و علائم در یک سطر، بند (پاراگراف) و صفحه به‌شکل ستونی، نمایشی و… قبل از شروع عملیات چاپ انجام می‌شود.